# Moskvarium
El Centro de Oceanografia y Biología Marina Moskvarium (en ruso: Центр Океанографии и морской биологии "Москвариум"transliterado como Tsentr Okeanografii i morskoy biologii "Moskvarium") es un oceanario situado en el territorio del VDNJ de Moscú. El oceanario ha sido construido en el ámbito de los trabajos de reconstrucción de la Exposición de las conquistas de la economía nacional en 2014. El complejo fue inaugurado el 5 de agosto de 2015 por el alcalde de la capital rusa Serguei Sobianin y el Presidente de la Federación rusa Vladímir Putin. Con 53,000 m², el Moskvarium es el más grande oceanario de Europa.

## Áreas visitables
1. Área comercial y recreatíva
2. Área del acuario con 80 bañeras
3. Área de los espectáculos de agua
4. Área de natación con los delfines